# Haval Shenshou
Haval Shenshou - кросовер, що випускається з 2021 року компанією Haval - підрозділом китайського автовиробника Great Wall Motors.
У модельному ряді компанії посідає місце між Haval H6 та флагманом Haval H9, прийшовши на заміну Haval H7.

## Історія

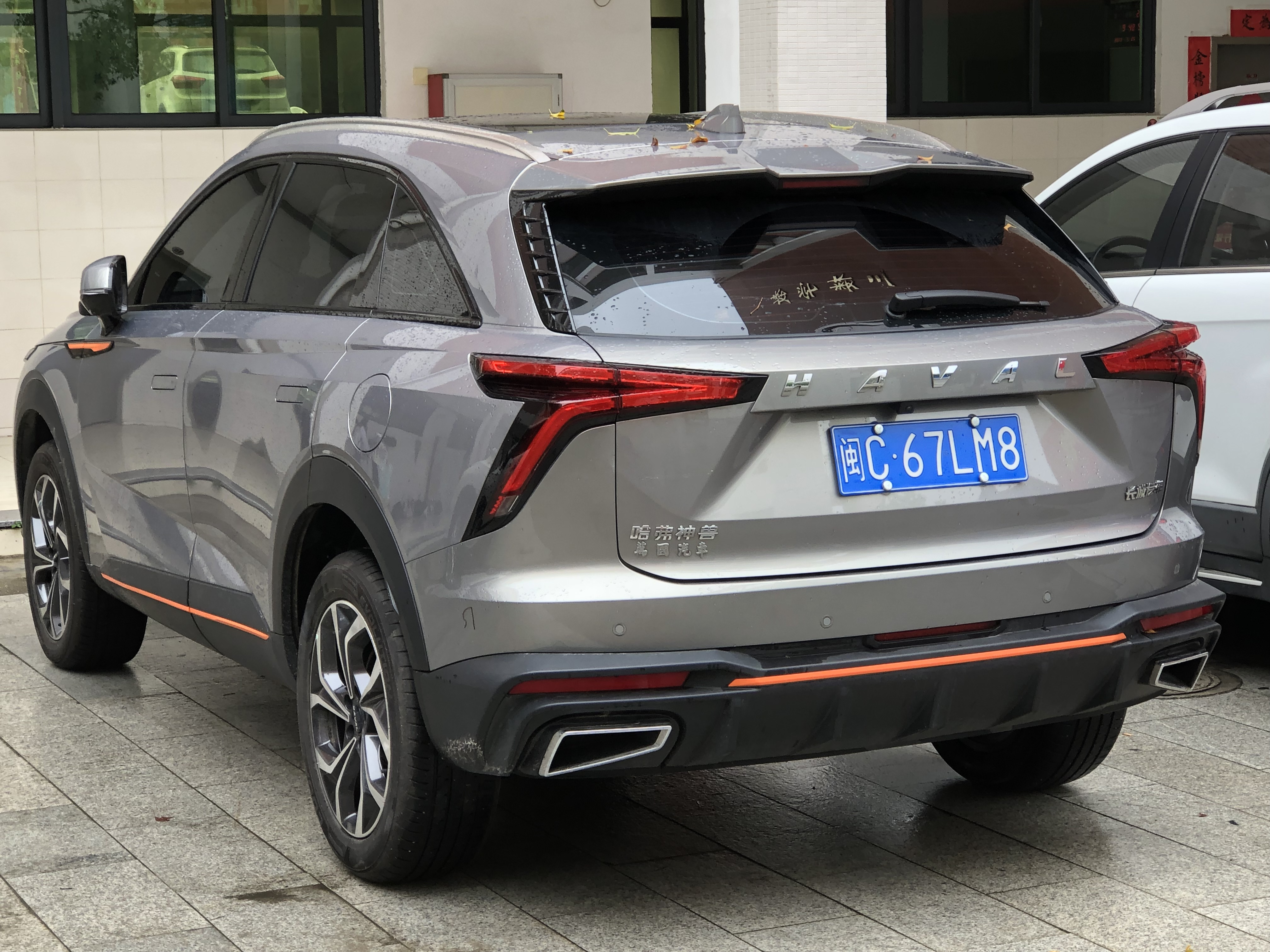
Haval Shenshou

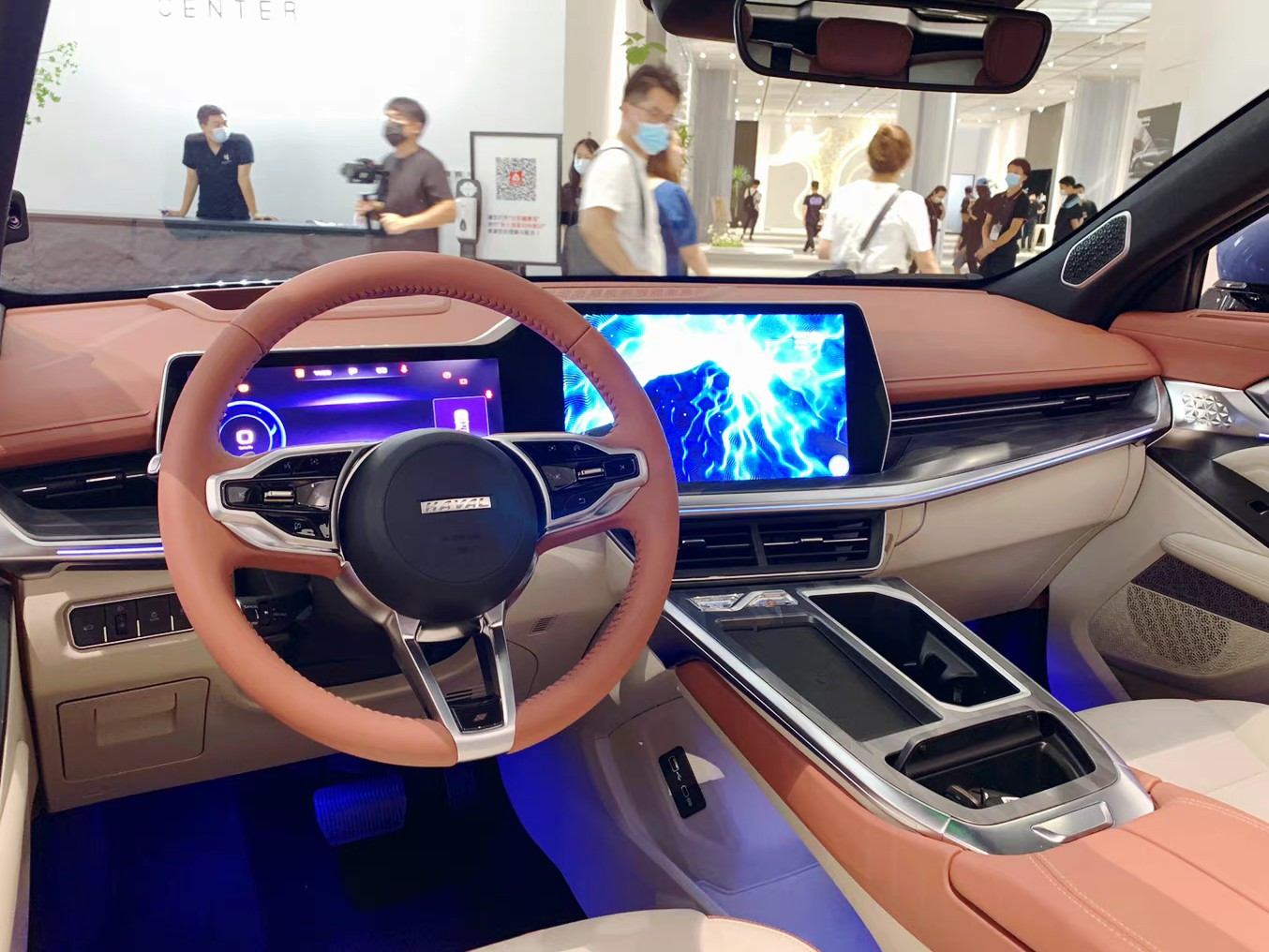

Модель була представлена у квітні 2021 року на Шанхайському автосалоні як концептуальний кросовер XY.
Пізніше модель отримала назву "Shenshou" - "Шеншу", що в перекладі з китайської означає "міфічний звір"
Серійна машина, що майже повністю зберегла дизайн концепту, була показана 27 серпня 2021 року на Автосалоні в Ченду.
Замовлення на ринку Китаю було відкрито у листопаді 2021 року.

## Двигуни
- 1.5 L GW4B15C turbo I4
- 2.0 L GW4C20A turbo I4